# さいたま市立大宮南小学校
さいたま市立大宮南小学校（さいたましりつ おおみやみなみしょうがっこう）は、埼玉県さいたま市大宮区にある公立小学校。

## 沿革
- 1928年（昭和3年）11月22日 - 大宮尋常高等小学校南分校として開校
- 1932年（昭和7年）4月1日 - 大宮南尋常小学校創立
- 1941年（昭和16年）4月1日 - 大宮市南国民学校と改称
- 1947年（昭和22年）4月1日 - 大宮市大宮南小学校と改称
- 2001年（平成13年）5月1日 - 大宮市、浦和市、与野市の合併に伴い現校名に改称

## 交通
- 東武バス 南小学校停留所で下車
- JR さいたま新都心駅から徒歩8分